# Ferenc Uhereczky
Ferenc Uhereczky (1898, data de morte desconhecida) foi um ciclista húngaro que competiu no ciclismo nos Jogos Olímpicos de Verão de 1924, representando a Hungria.